# Griespass
Der Griespass (italienisch Passo del Gries) ist ein Saumpass, der über den südlichen Alpenhauptkamm führt. Die Passhöhe liegt auf 2487 m ü. M.

## Geographie
Über den Griespass, nahe dem Nufenenpass, verläuft die Grenze zwischen Italien und der Schweiz auf 2452 m ü. M.. Der Griespass stellt einen Übergang vom Walliser Äginental ins italienische Val Formazza (deutsch Pomatt) dar und verbindet damit das Goms mit dem Valle d’Ossola. Er wird im Südwesten vom Bättelmatthorn (italienisch Punta dei Camosci, 3044 m) und im Osten vom Grieshorn (italienisch Corno Gries, 2967 m) flankiert.
Nur wenig unterhalb der Passhöhe befindet sich auf der Schweizer Seite der aufgestaute Griessee, der vom Griesgletscher gespeist wird. Der Gletscher reichte bis ungefähr 2001 noch bis in den Griessee hinunter. Dort liegt mit dem Windpark Gries auch die 2011 erstellte höchste Windkraftanlage in Europa. Auf der südlichen Seite in Italien liegt zuerst die Alp Bättelmatt, dann der Stausee Lago di Morasco (deutsch Muraschgsee) und der Weiler Riale (wdt. Cherbäch).

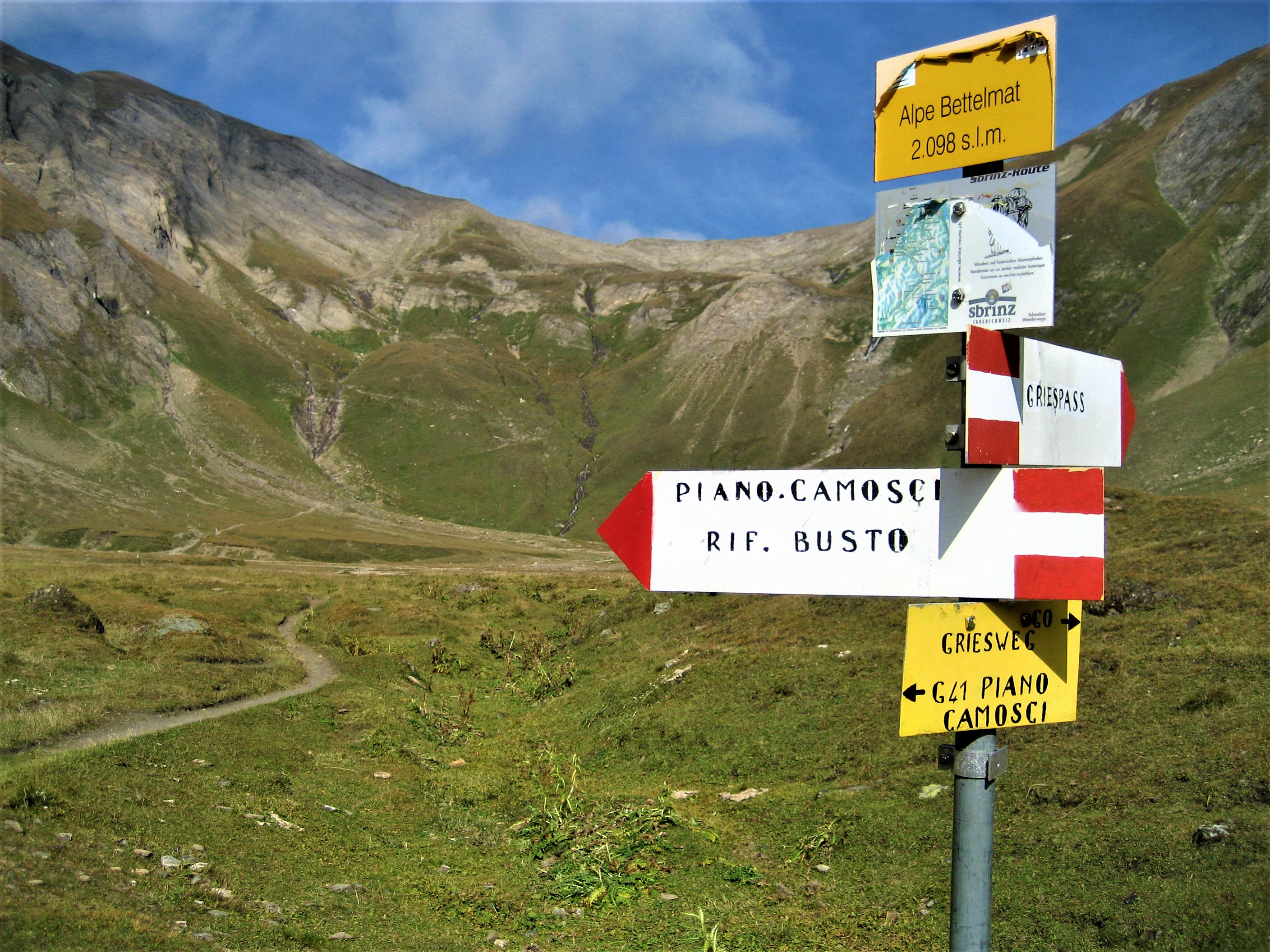
Südseite Griespass mit Alp Bättelmatt (September 2009), Wegweiser Via Sbrinz

## Geschichte
Da der Griespass auf beiden Seiten keine topographisch bedingten Schwierigkeiten bietet, war er schon in der Bronzezeit bekannt und wurde auch in römischer Zeit rege benutzt. Im 13. Jahrhundert wanderten die Walser vom Oberwallis über den Pass ins Pomatt und gründeten dort Dörfer, in denen noch heute das Walserdeutsch gesprochen wird. Der Griespass bildet die gerade südliche Fortsetzung des Grimselpasses und gehörte daher zu den wenigen leicht begehbaren und direkten Wegstrecken von der Alpennordseite nach Italien.
Ab 1397 wurde der Saumpfad als transalpiner Handelsweg ausgebaut. Die alten eidgenössischen Besitzungen im Eschental gingen jedoch bereits 1422 an das Herzogtum Mailand verloren, so dass auch der Handelsverkehr rasch wieder zurückging und in den folgenden Jahrhunderten nur noch regionale Bedeutung besass. Richard Wagner überquerte am 18. Juli 1852 auf seiner Italienreise den Griespass mit seinem Bergführer.
Mit der Eröffnung der Gotthardbahn 1882 kam der Handelsverkehr schliesslich ganz zum Erliegen. In den 1920er- und frühen 1930er-Jahren wurden auf der Schweizer Seite verschiedene militärische Anlagen auf dem Griespass gebaut, um einen befürchteten Angriff durch Mussolinis faschistisches und irredentistisches Italien abwehren zu können.
Auf der italienischen Seite der Passhöhe befindet sich eine Kapelle, die gleichzeitig als Biwak(-schachtel) dient. Das Biwak wurde 2014 umfassend renoviert und u. a. mit Solarstrom ausgestattet.
Internationale Bedeutung hat die – unsichtbare, weil unterirdisch verlaufende – Gasleitung der schweizerischen Transitgas AG, welche zwischen 1971 und 1974 mit 34 Zoll Innendurchmesser über den Griespass geführt wurde. Die Leitung verläuft auf Schweizer Seite in 5 Stollen, die jeweils mit einer Standseilbahn ausgestattet sind. In den Jahren 1997 bis 2003 wurde die Kapazität ausgebaut und dafür die Leitung auf Schweizer Seite des Griespasses durch eine 48 Zoll große Leitung ersetzt. Die Gasleitung führt Gas aus den Niederlanden nach Italien.
Unweit des Griespasses befindet sich die Capanna Corno Gries des Schweizer Alpen-Clubs. Der Weitwanderweg Via Sbrinz führt über den Griespass.